# I·UniQ
i·UniQ是新鴻基地產於2011年推出的一個住宅系列。i·UniQ旗下現時暫有兩個項目，分別為i·UniQ 譽都 ，及i·UniQ 譽·東 。 兩個項目皆位於港島東。新鴻基地產表示下一個i·UniQ項目，將會是港島西區卑路乍街97號。

## i·UniQ 譽都
首個i·UniQ項目命名為i·UniQ 譽都，位於香港筲箕灣筲箕灣道305號，合共117伙，建築面積由398至622呎（實用面積由297至467呎），包括一房、兩房單位，樓底高度約為3.5米（約11呎6吋）。分層單位有24層，整幢樓高約120米。設有會所和健身室。

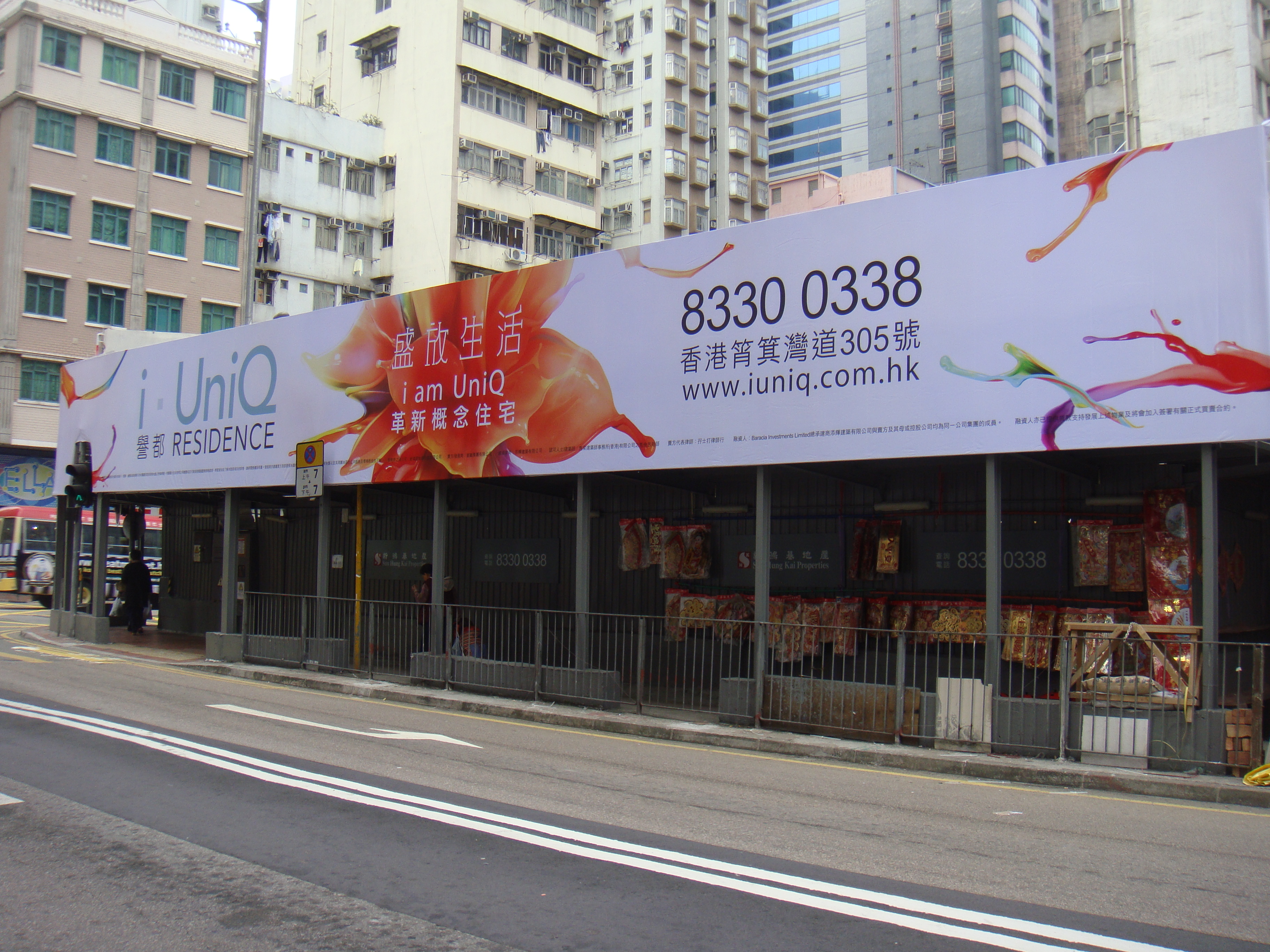
i·UniQ 譽都地盤現場

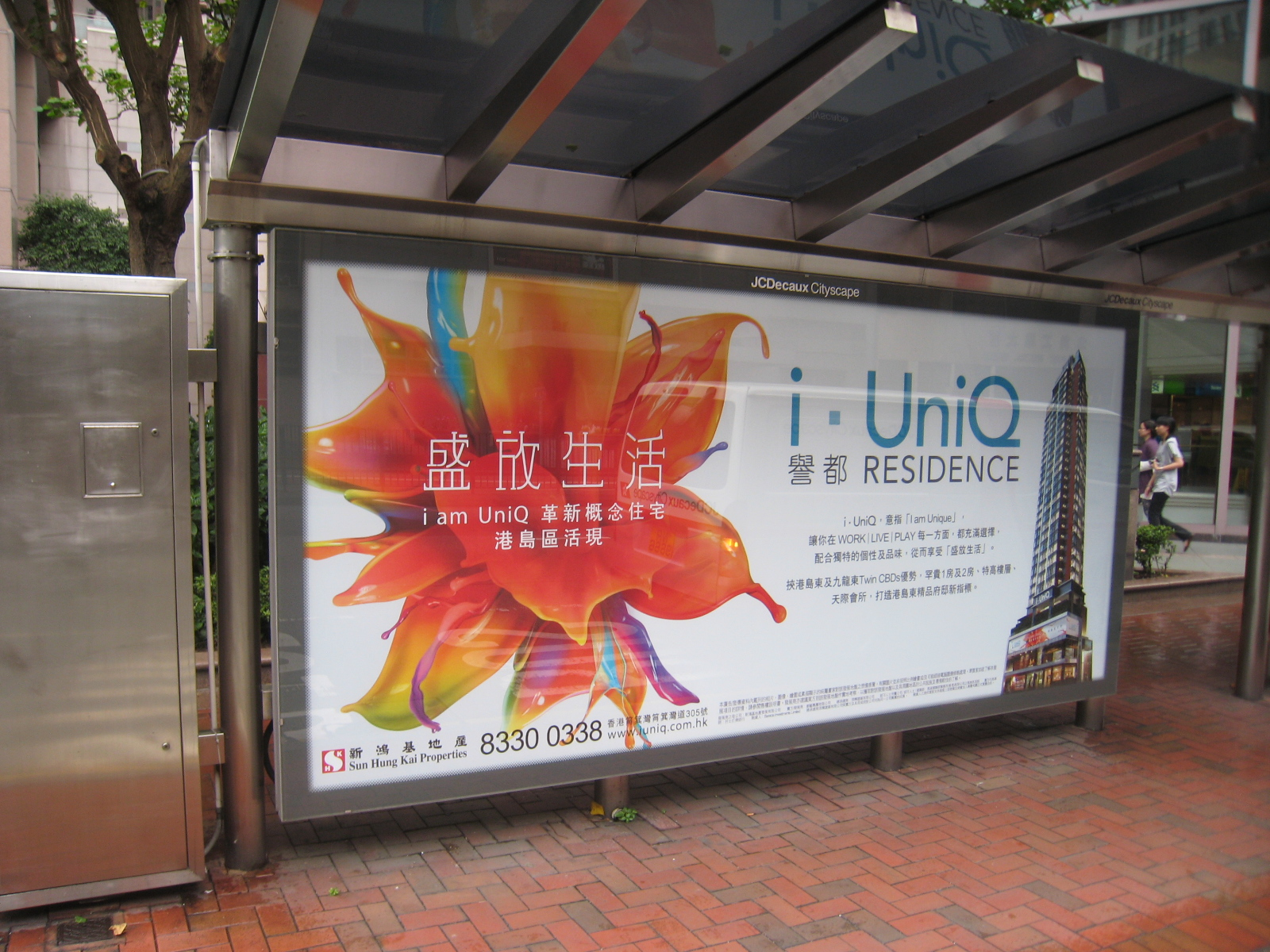
巴士站

## i·UniQ 譽·東
「i·UniQ」品牌下第二個物業項目，位於香港筲箕灣筲箕灣道157號，有79伙，共有22層分層住宅，提供Studio Flat、一房至四房的單位。標準單位建築面積420呎至850呎（實用面積由326呎至669呎）不等。另有4房天際大宅及平台花園單位，建築面積由411呎至1,370呎（實用面積由326呎至1,067呎）。樓層約高3.5米（約11呎6吋）。樓盤設會所、BBQ設施和健身室。附近主要為舊區，前方新建愛秩序灣公園。

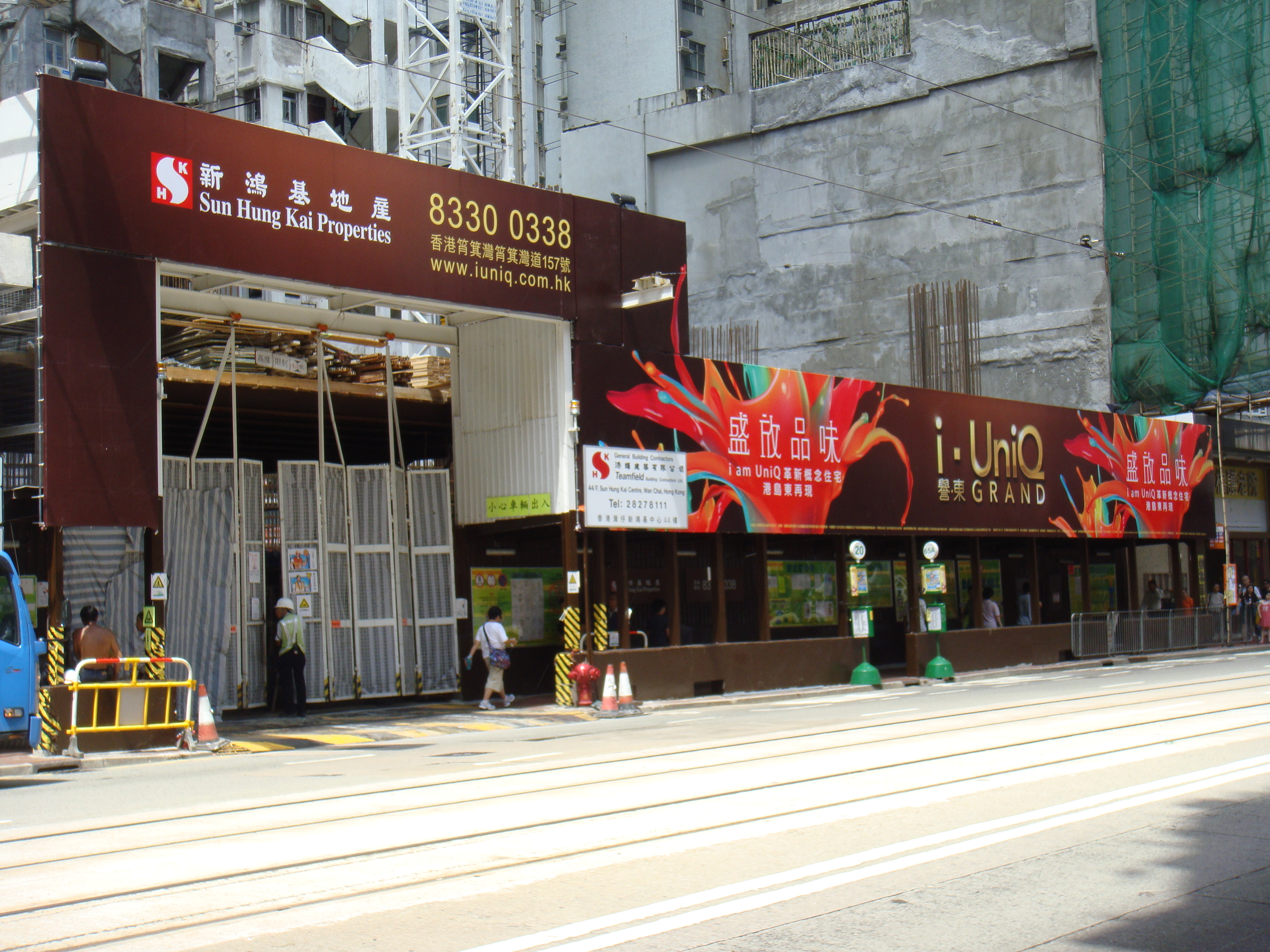
i·UniQ 譽·東地盤現場

## 外部連結
- i·UniQ 官方網頁 www.iuniq.com.hk
- i·UniQ 沽清套8億- 太陽報新聞 （页面存档备份，存于）
- 美聯物業-  i·UniQ Residence 網上樓書（页面存档备份，存于）
- 中原地產- i·UniQ Residence 網上樓書
- 中原地產- i·UniQ Grand 網上樓書 （页面存档备份，存于）
- 新地「 i·UniQ 譽·東」 擬月底推售 - 明報 （页面存档备份，存于）
- 新地譽東傳呎價萬六 -  太陽報新聞 （页面存档备份，存于）
- 西灣河9000萬建香味花園 - 星島日報Archive.today的存檔，存档日期2012-09-09